# Петренко Надія Василівна
Надія Василівна Петренко (нар. 16 вересня 1946, селище Димитрове, тепер селище Котлине Покровський район, Донецька область) — українська радянська діячка, старша апаратниця Одеського консервного заводу. Депутат Верховної Ради УРСР 11-го скликання.

## Біографія
Освіта середня.
З 1964 року — діловод середньої школи, робітниця збагачувальної фабрики в Донецькій області, кухар 2-го тресту їдалень і ресторанів міста Одеси.
З 1968 року — старша апаратниця Одеського консервного заводу.
Член КПРС з 1972 року.
Потім — на пенсії в місті Одесі.

## Нагороди
- ордени
- медалі